# NGC 6795
NGC 6795 ist ein offener Sternhaufen im Sternbild Aquila. 
Entdeckt wurde das Objekt am 13. August 1830 von John Herschel.